# Bertram Park
Bertram Charles Percival Park (Londra, 1883 – Pinner, 1972) è stato un fotografo britannico che ritrasse dei reali britannici ed europei.
Delle incisioni delle sue fotografie furono molto usate per i francobolli del Commonwealth britannico, per i soldi e su altri documenti ufficiali negli anni 1930. I suoi ritratti teatrali furono la fonte d'ispirazione per due dipinti di Walter Sickert.
Assieme a sua moglie Yvonne Gregory, egli realizzò alcuni libri fotografici sul nudo femminile. Egli era un esperto nella coltivazione della rosa e fu il redattore del Rose Annual.

## Biografia

### Primi anni
Bertram Charles Percival Park nacque o a Bloomsbury o a Marylebone (Londra), da Charles Percival Park e Katharine Mary Park, e venne battezzato a Minster, nel Kent, in Inghilterra, nel 1883. All'inizio lavorò nell'azienda di famiglia, che produceva dei materiali per gli artisti.

### Famiglia
Nel 1916, Park sposò la fotografa Yvonne Gregory (1889–1970) ad Hampstead, e lei divenne una delle sue modelle più importanti. I due ebbero una figlia, Hilary June Park, che nacque ad Hampstead nel 1920. Hilary, nota come June, era un'architettrice che sposò David Francis Rivers Bosanquet nel 1941 e che divorziò da lui nel 1947. Il suo secondo matrimonio fu con l'architetto finlandese Cyril Mardall (1909–1994) nel 1947.

### Carriera fotografica

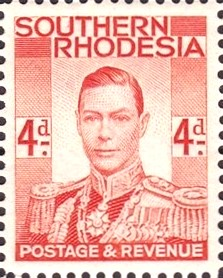
Park realizzò la fotografia del re Giorgio VI sulla quale si basano questo francobollo della Rodesia Meridionale e molti altri francobolli e documenti ufficiali.

Nel 1910, Bertram Park fu uno dei fondatori del Salone di fotografia di Londra. Nel 1919, grazie al finanziamento dell'egittologo Lord Carnarvon, fondò degli studi al 43 di Dover Street, a Londra, con sua moglie Yvonne e il fotografo di bambini Marcus Adams. Condivisero tutti il personale e le attrezzature della camera oscura ed erano noti come i "tre fotografi".
Le opere di Park includevano i ritratti di reali britannici ed europei, e nel 1927 egli fu nominato membro dell'ordine dell'Impero Britannico. In occasione dei Birthday Honours del 1939, divenne un ufficiale. Le sue immagini vennero usate molto sui francobolli britannici e del Commonwealth britannico, sulle valute e in altri documenti ufficiali negli anni 1930.
Park e Gregory erano noti anche per le loto fotografie per la pubblicità o per le produzioni teatrali. Nel 1924, essi fotografarono la prima produzione inglese della Santa Giovanna di George Bernard Shaw, con Sybil Thorndike.
Nel 1932, Walter Sickert realizzò il suo ritratto dell'attrice Miss Gwen Ffrangcon-Davies come Isabella di Francia, ("La Louve") riprendendo direttamente una fotografia di Park, senza alcuna seduta con Ffrangcon-Davies, nonostante si conoscessero bene. La fonte è stata riconosciuta da Sickert in un'iscrizione sul dipinto. La fotografia di Park era in bianco e nero, perciò Sickert dovette aggiungere il colore al dipinto; tuttavia, egli adoperò una tavolozza ristretta, il che portò il critico Frank Rutter a descrivere l'opera come "praticamente monocroma". Inoltre, Sickert ampliò molto le dimensioni, il che risultò in un'opera finita di 245 centimetri per 92. Insolitamente, la Tate Gallery acquisì il quadro nello stesso anno dopo una campagna di raccolta fondi per acquistarlo per la galleria guidata dal direttore del Tate, James Bolivar Manson. Sickert scherzò dicendo che il quadro venne "comprato dal Tate grazie a Bertram Park. È un'altra prova che l'onestà è la linea di condotta migliore".
Nel 1934, Park e Gregory realizzarono delle fotografie pubblicitarie per una produzione dell'Amleto al teatro Nuovo di Londra, che fu alla base del dipinto di Walter Sickert Jessica Tandy and John Gielgud in Hamlet, del 1935. Nel 1935, essi fotografarono il Romeo e Giulietta di Gielgud, nel quale Gielgud e Laurence Olivier si scambiarono i ruoli di Romeo e Mercuzio.
I ritratti teatrali di Park e Gregory fanno parte della collezione teatrale dell'università di Bristol.
Park realizzò anche vari libri fotografici sul nudo femminile e fornì delle fotografie per delle pubblicazioni naturiste. Quest'aspetto della sua opera viene discusso ampiamente nel libro di Annebella Pollen Nudism in a Cold Climate, del 2021. Una delle sue modelle fu la modella di gran fascino degli anni 1950 Pamela Green.

### Carriera da poliziotto
Al di fuori della fotografia, Park era un comandante della polizia speciale metropolitana e viene citato come tale nel 1927 e nel 1939.

### Rose
Park era un esperto nella coltivazione della rosa, sulla quale scrisse molti libri. Egli era il redattore del Rose Annual e, nel 1957, una recensione dell'istituto statunitense di scienze biologiche descrisse la sua The Guide to Roses, per al quale fornì anche le fotografie, come "l'ultima parola sulle rose".

### Morte ed eredità
Negli ultimi anni, Park visse a Pinner, nel Middlesex, in una casa i cui terreni vennero usati come ambientazione per le sue fotografie. Morì a Pinner nel 1972, lasciando un patrimonio di 103,322 sterline nette. Nel 1984, sua figlia June regalò al museo nazionale delle Poste un albo di 25 pagine che Park aveva creato alla fine degli anni 1940 con le sue fotografie e i francobolli basati su di esse.

## Pubblicazioni (parziale)

### Sulla fotografia
- Living sculpture: A record of expression in the human figure &c., Batsford, London, 1926. (Con Yvonne Gregory e G. Montague Ellwood)
- The beauty of the female form, Routledge, London, 1934. (Con Yvonne Gregory)
- Sun bathers: A companion volume to "The Beauty Of The Female Form": 48 photographic studies, Routledge, London, 1935. (Con Yvonne Gregory)
- Curves and contrast of the human figure, Bodley Head, London, 1936. (Con Yvonne Gregory)
- Eve in the sunlight, Hutchinson, 1937. (Con Yvonne Gregory)
- A Study of sunlight and shadow on the female form for artists and art students, Bodley Head, London, 1939. (Con Yvonne Gregory)

### Sulle rose
- Collins guide to roses, Collins, London, 1956.
- The world of roses, Harrap, 1962.
- Roses: The cultivation of the rose, National Rose Society, 1967.
- The Rose Annual. Varie edizioni. (Redattore)